# Agonie și extaz (film)
Agonie și extaz (în engleză The Agony and the Ecstasy) este un film american biografic din 1965 produs și regizat de Carol Reed după un scenariu de Philip Dunne bazat pe un roman omonim de Irving Stone despre viața lui Michelangelo Buonarroti. În rolurile principale au interpretat actorii Charlton Heston ca Buonarroti și Rex Harrison ca Papa Iulius al II-lea. Acest film prezintă conflictele dintre Michelangelo și Papa Iulius al II-lea în timpul pictării tavanului Capelei Sixtine.
A fost produs de studiourile International Classics și a avut premiera la 7 octombrie 1965, fiind distribuit de 20th Century Fox. Coloana sonoră a fost compusă de Jerry Goldsmith și Alex North.
Cheltuielile de producție s-au ridicat la 7,17 milioane de dolari americani și a avut încasări de 8 milioane de dolari americani.
Filmul a fost turnat în versiuni Todd-AO și Cinemascope. Versiunea Todd-AO a fost folosită pentru lansarea pe DVD datorită calității superioare a imaginii.
A fost nominalizat la 5 premii Oscar și 2 premii Globul de Aur.

## Distribuție
Au interpretat actorii:
- Charlton Heston – Michelangelo Buonarroti
- Rex Harrison – Papa Iulius al II-lea
- Diane Cilento – Contessina Antonia Romola de' Medici
- Harry Andrews – Donato Bramante
- Alberto Lupo – Ducele de Urbino
- Adolfo Celi – Giovanni de' Medici
- Venantino Venantini – Paris De Grassis
- John Stacy – Giuliano da Sangallo
- Fausto Tozzi – Maistru
- Maxine Audley – Femeie
- Tomas Milian – Rafael

## Producție și primire
Filmul a fost turnat în versiuni Todd-AO și Cinemascope. Versiunea Todd-AO a fost folosită pentru lansarea pe DVD datorită calității superioare a imaginii.
A fost nominalizat la 5 premii Oscar.
- Premiul Oscar pentru cele mai bune decoruri, color (John DeCuir, Jack Martin Smith și Dario Simoni)
- Premiul Oscar pentru cele mai bune costume, color (Vittorio Nino Novarese)
- Premiul Oscar pentru cea mai bună coloană sonoră (Alex North)
- Premiul Oscar pentru cel mai bun mixaj sonor (James Corcoran)
- Premiul Oscar pentru cea mai bună imagine, color (Leon Shamroy)

A fost nominalizat la 2 premii Globul de Aur:
- Premiul Globul de Aur pentru cel mai bun actor (Rex Harrison)
- Premiul Globul de Aur pentru cel mai bun scenariu (Philip Dunne)

A câștigat două premii National Board of Review:
- Cel mai bun actor într-un rol secundar (Harry Andrews)
- One of the Year's 10 Best

A câștigat premiul David di Donatello pentru cel mai bun film străin.